# Jan Bosco
Svatý Jan Bosco, resp. Don Bosco (někdy česky psán jako Bosko), vlastním jménem Giovanni Melchiorre Bosco, (15./16. srpen 1815, Castelnuovo d'Asti, dnes Castelnuovo Don Bosco, Itálie – 31. leden 1888, Turín) byl italský římskokatolický kněz, světec, vychovatel, zakladatel a první představený Salesiánů Dona Boska. V roce 1989 byl sv. Janem Pavlem II. prohlášen za Otce a učitele mládeže.

## Biografie

### Dětství (1815–1825)

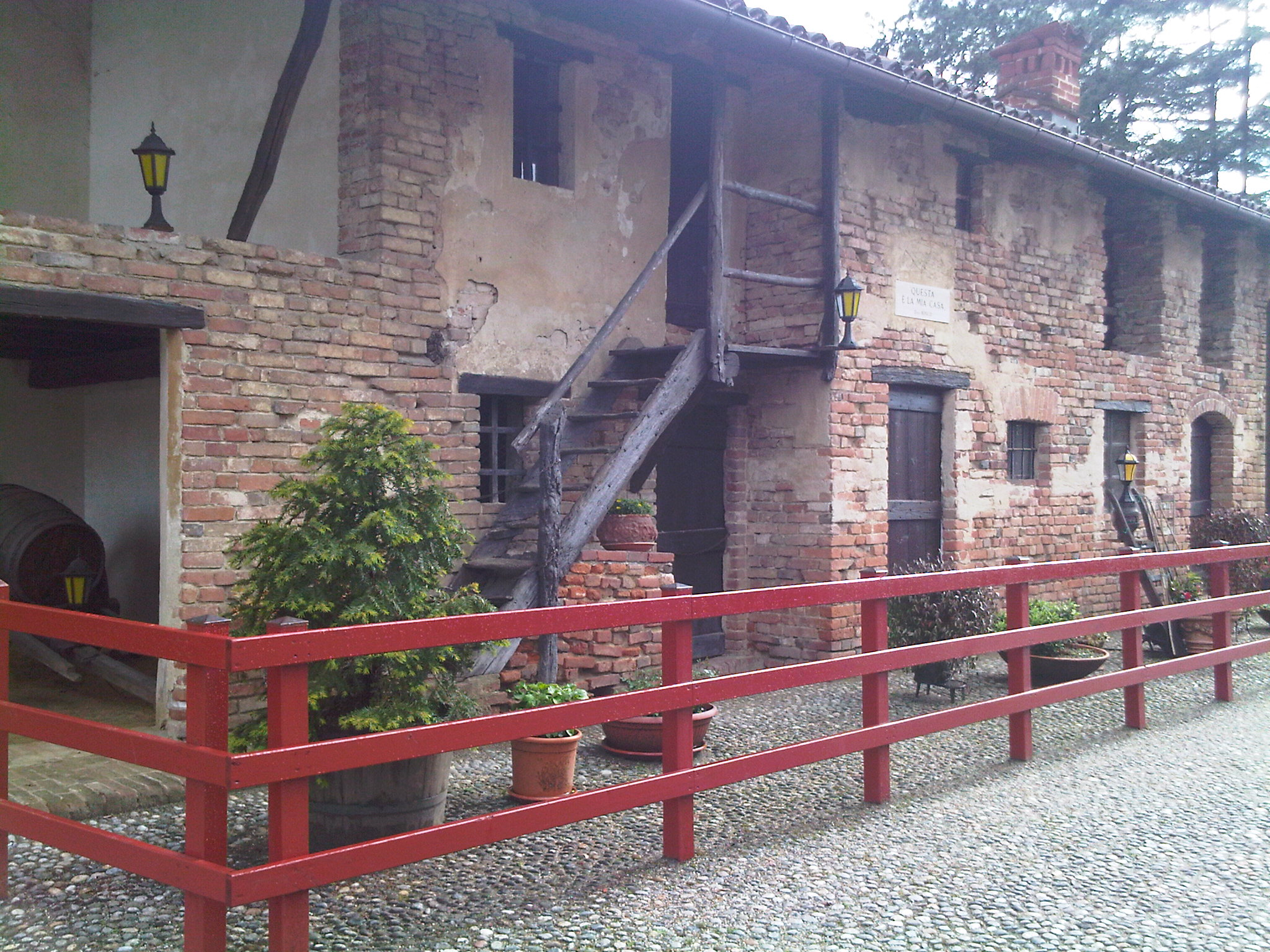
Rodný dům Dona Bosca (Becchi)

Podle oficiálního záznamu v matrice se Jan Bosco narodil 16. srpna 1815 v Becchi, jednom z kantonů Morialda, které bylo jednou z místních částí Castelnuova d'Asti (dnes Castelnuovo Don Bosco). On a jeho matka však vždy tvrdili, že se narodil 15. srpna – tedy v den slavnosti Nanebevzetí Panny Marie.
Boscův otec František a matka Markéta byli rolníci. Bosco měl ještě dva starší bratry – Antonína, kterého měl jeho otec z prvního manželství, a Josefa. Otec však v roce 1817 zemřel a Boska tak vychovávala jen matka. Smrt otce byla pro rodinu velkou tragédií, neboť v tu dobu navíc sucho zničilo úrodu a byl velký problém se uživit. Když mu bylo devět let, chtěla ho matka poslat do školy, ale nejstarší bratr Antonín protestoval, protože ho bylo potřeba na poli. Nakonec Bosco školu navštěvoval v zimě a v létě chodil pracovat.
V té době měl svůj první mystický zážitek – sen, ve kterém se mu, podle jeho slov, zjevil muž zahalený v bílém plášti s oslnivě zářícím obličejem. Poté se objevila i matka toho muže, dali se s Boscem do řeči a vysvětlili mu, že musí krotit ostatní chlapce a vychovávat je.
Aby zaujal chlapce z okolí, naučil se Bosco různá akrobatická čísla a pořádal pro chlapce představení. Než však představení začalo, vyzval je ke společné modlitbě a zpěvu písní. Poté zopakoval kázání, které slyšel na mši svaté, a které si díky své výborné paměti slovo od slova pamatoval.

### Školní léta (1825–1835)
Bosco se jednou účastnil programu misionářů v Buttiglieře. Při návratu domů se s ním dal do řeči kněz Don Calosso. Měl pochybnosti o tom, zda si Bosco z kázání něco zapamatoval. Poté, co mu Bosco odříkal přesně celé kázání, byl Calosso ohromen a nabídl mu, že mu zajistí studium. Do školy začal chodit ke konci roku 1830. Měl ji však dvacet kilometrů od domova a docházení tak bylo obtížné. Navíc se ve škole učil věci, které již uměl, a tak bylo rozhodnuto, že se přestěhuje do Chieri a bude studovat tam. Začal chodit rovnou do vyšší třídy, ale i tak byl ze spolužáků nejstarší. Po celou dobu studia měl školu vždy bezplatně, protože dostával stipendium – jako žák s nejlepším prospěchem ze třídy. Během studií se kolem něj vytvořila skupina chlapců, s kterými se společně modlil a rozmlouval nad věroučnými otázkami. Po dokončení studií se rozhodl stát se knězem a vstoupil do semináře.

### Knězem
Po vysvěcení na kněze začala Boscova hlavní činnost. Po poradě se svým duchovním patronem donem Cafassem (později blahořečeným) započal svou kněžskou práci v Turíně a práci v útulku a nemocnici svaté Filomény. Začali se kolem něj shromažďovat chlapci a brzy jich v jeho skupině bylo už více než sto. Místa, kde se scházeli, už byla příliš těsná, a tak Bosco hledal nové, kde by mohl vytvořit oratoř. V té době měl další mystický zážitek, který ho nasměroval v jeho dalším působení.

### Oratoř
Poté, co našel vhodnou kapli, založil 8. prosince 1844 svou první oratoř – oratoř svatého Františka Saleského. Bosco se v ní zaměřoval především na problematické mladíky, kteří byli propuštěni z vězení apod. Přijal do ní však i několik vzorných a vzdělaných chlapců, aby byli ostatním příkladem. Mnoho chlapců bylo negramotných a málo vzdělaných, a tak se Bosco rozhodl, že je bude sám vyučovat. Za tím účelem napsal i několik učebnic a založil i večerní školu. Bosco měl k práci několik pomocníků a později se pečovateli stávali i chlapci, které oratoř vychovala. Počet chlapců stále narůstal a tak byly založeny další oratoře. Druhá, zasvěcená svatému Aloisovi, roku 1847, a o něco později třetí, která byla zasvěcena Andělu strážnému.

### Problémy
Ze začátku se oratoř setkávala s problémy, které je často donutily změnit místo, kde se scházeli. Za první dva roky se stěhovali hned několikrát. Bosco musel dokonce pronajmout louku a scházeli se alespoň venku. Chlapců bylo již kolem 400. V okolí se objevovaly obavy z vyvolání povstání. Policejní náčelník doporučil Boscovi oratoř rozpustit, majitelé louky přestali Boscovi louku pronajímat. O jeho oratoři se však doslechl Francesko Pinardi a prodal Boscovi kostelík. Malou kapli vysvětili 12. dubna 1846. Městský markýz Cavour však považoval shromáždění za nebezpečné a dal příkaz ho rozpustit. Tento příkaz však zrušil král Karel Albert Sardinský. Dal pouze příkaz, aby shromáždění hlídali strážníci. Zanedlouho markýz zemřel a strážníci byli odvoláni.

### Roky 1848–1849
V roce 1848 vydal král Karel Albert ústavu, která mimo jiné udělovala svobodu židům a protestantům. Bosco popsal tehdejší situaci takto: „Mnozí si mysleli, že spolu s ústavou je poskytnuta i svoboda dělat dobré či zlé, jak se komu zlíbí... V těch dnech mladé lidi ovládlo jakési šílenství. Shromažďovali se na různých místech ve městě, na ulicích a náměstích, a napadali kněze a kostely. Každá urážka náboženství byla považována za „vydařený kousek“. I Bosco byl několikrát napaden. Později na něj byly i páchány atentáty (pokus o zastřelení, otrávení, umlácení, ubodání), všechny však neúspěšně.
Válka Piemontu proti Rakousku, která vypukla r. 1848, vyvolala otřes v celé Itálii. Veřejné školy byly zavřeny. Semináře, zejména v Chieri a Turíně, obsadili vojáci, takže seminaristé diecéze zůstali bez domova a bez učitelů. Dům oratoře se na téměř dvacet let stal diecézním seminářem. V této době také prošla oratoř asi největší krizí. Pod vlivem nekatolických myšlenek v okolí mnoho chlapců z oratoře odcházelo. Někteří se později sice opět vrátili, ale někteří už ne.

## Založení a růst salesiánů

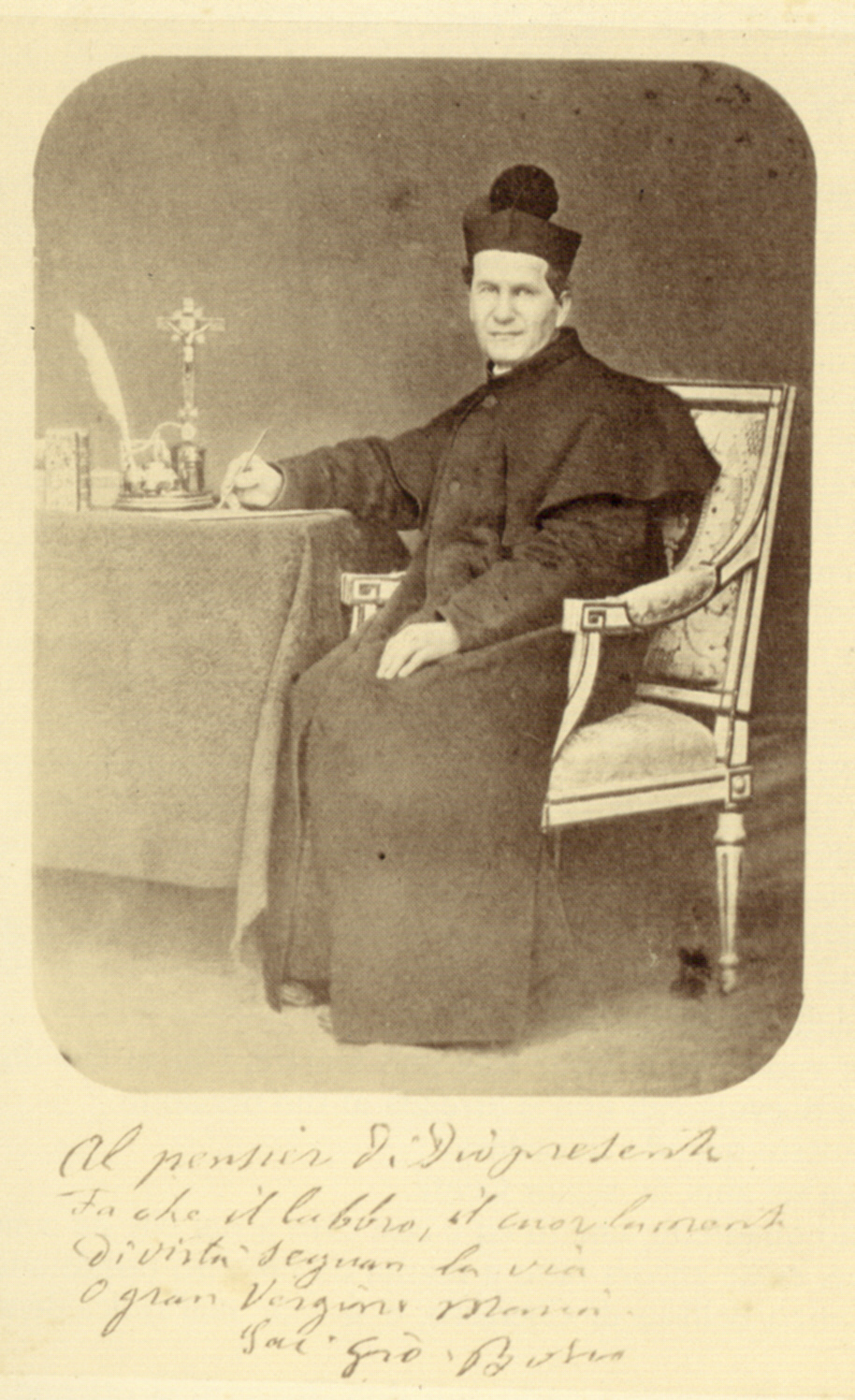
Don Bosco mezi léty 1865/68

Jak Boscova oratoř rostla, nabízela se otázka, co budou chlapci dělat dále a jak bude dílo pokračovat. Bosco chtěl docílit toho, aby mohl sám ve svém ústavu vychovávat kněze, kteří by později zůstávali a neodcházeli jinam. To se mu však dlouho nedařilo a kněží odcházeli do jiných seminářů a pak byli biskupy posíláni do různých míst. Na Boska naléhali i lidé z jeho okolí, Dokonce i Urban Rattazzi, ministr spravedlnosti, který prosadil protiřeholní zákony, mu roku 1847 řekl: „Milý Done Bosco, přeji vám dlouhý život, velmi dlouhý, abyste mohl vyučovat a vychovávat tolik chudých chlapců. Ale ani vy nejste nesmrtelný! Co bude z vašeho podniku po vás?“ aby zajistil své dílo do budoucnosti a vychoval si nástupce.
Roku 1857 Bosco začíná psát stanovy nové kongregace zasvěcené sv. Františku Saleskému. V roce 1858 navštěvuje poprvé papeže Pia IX. a představuje mu své dílo. Papež ho vyzývá, aby své zážitky sepsal (tento požadavek během dalších let ještě opakuje, až paměti v letech 1873–75 Bosco napsal). Dne 18. prosince 1859 úředně vzniká salesiánská kongregace – Společnost sv. Františka Saleského (dnes Salesiáni Dona Boska). I s Boscem má 18 členů. Kongregace však ještě není církevně schválena. Bosco schválení považuje v podstatě za formalitu. V Římě se však proti Boscovi ozývají i kritické hlasy a někteří představitelé církve, zejména nový turínský arcibiskup Gastaldi, s jeho dílem nesouhlasí. Bosco se ještě několikrát vydává do Říma přesvědčovat své odpůrce. Po letitých snahách, které byly přerušeny i prvním vatikánským koncilem se nakonec Bosco dočkal; 1. března 1869 je schválena tzv. Zbožná salesiánská společnost a konečně 3. dubna 1874 Svatý stolec definitivně schvaluje Stanovy Salesiánské společnosti.

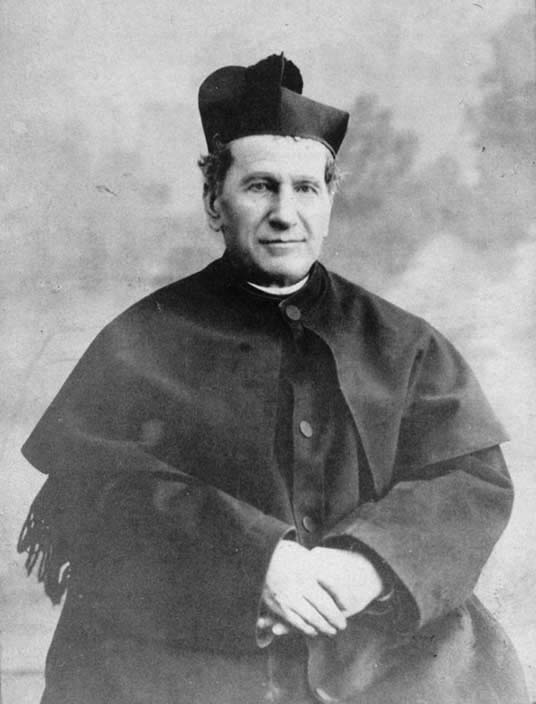
Svatý Jan Bosco

V roce 1871 bylo v Itálii již 15 ústavů. Brzy začaly vznikat další ve Francii, Španělsku a Jižní Americe. Společnost nadále rychle rostla.
Ačkoliv z počátku Bosco odmítal zakládání podobných institucí pro dívky, 5. srpna 1872 dal vzniknout Kongregaci Dcer Panny Marie Pomocnice. Tu nakonec doplňuje poslední třetí větev – Salesiáni pomocníci – v roce 1876, kteří jsou tvořeni laiky (terciáři).
V roce 1934 bylo na světě celkem 730 výchovných ústavů řízených salesiány, 725 salesiánkami a přes 5000 různých školských zařízení. K 31. 12. 1998 bylo komunit salesiánů 1809, salesiánek pak 1603. Z toho nejvíce v Evropě a poté v Jižní Americe; salesiáni působili ve 122 zemích, měli 97 biskupů, z toho 5 kardinálů.

### Misie
Salesiáni brzy započali také činnost misionářskou, která dále pokračovala – zejména v Jižní Americe. První misionáře Bosco vybral, připravil a vyslal roku 1875 a to na jih Argentiny do oblasti divošských kmenů. Misie se rychle rozrůstaly a salesiáni se zařadili mezi velké misionářské společnosti. Pokřesťanštili Ekvádor, roku 1894 se dostali i k indiánským kmenům, zvláště Bororos, kde roku 1914 vzniklo i biskupství. Působili také kolem řeky Rio Negro v Brazílii. Roku 1924 se vydali k indiánským kmenům Paraguaye a v roce 1927 navštívili Amazonskou nížinu. Od roku 1911 působili také na africkém kontinentu, jmenovitě v Kongu[nepřesný odkaz].

## Smrt a kanonizace
Bosco byl již za svého života velmi známý a populární a to nejen v Itálii. Když pak 31. ledna 1888 ve věku 72 let zemřel, vzbudila jeho smrt v Turíně a okolí veliký rozruch. Obchodníci zavírali své podniky „pro smrt Jana Boska”. Na jeho pohřeb přišlo okolo 40 000 lidí. Brzy se ozývaly hlasy po jeho svatořečení. Začalo se s vyšetřováním. Proti však byli někteří vysocí představitelé církve, i někteří kardinálové. Proces však nakonec dopadl pro Boska kladně, roku 1929 byl papežem Piem XI. beatifikován a na velikonoční neděli 1934 kanonizován. Papež Jan Pavel II. ho pak 24. ledna 1989 prohlásil za Otce a učitele mládeže.

## Boscova spisovatelská činnost
Boscovo dílo tvoří jednak mnoho článků a časopisů a pak asi 130 různých svazků. Mezi nimi byla díla jak katechetická, tak i historická, populárně-vědecká, životopisná, ale i několik povídek a divadelních her. Nakonec mezi lety 1873–75 napsal paměti prvních čtyřiceti let svého života.
Bosco původně začal psát (v r. 1844), aby vyvážil tiskoviny nepřátelské katolictví, které začaly vycházet. Za tímto účelem vydával např. měsíčník Katolické čtení či letáky Co má vědět katolík. Prvními jeho literárními díly byly životopisy. Během svého života je napsal např. o papežích od sv. Petra až po Silvestra I., o Dominiku Saviovi, o Piu IX. a dalších. Po zavedení metrické soustavy v Itálii v roce 1845 vydal Bosco učebnici Desítková metrická soustava ve zkratce a přidal ještě divadelní frašku Desetinná soustava na trhu. Roku 1856 napsal učebnici Dějepis italský, kterou chtěl dokonce ministr Lanza zavést na státní školy. Požadoval však, aby Bosco změnil několik míst knihy. Ten však odmítl se slovy: „Nebudu otrocky chválit a zbaběle tupit. Jde mi o pravdu a ne o pochvalu. Záměr se tedy neuskutečnil. Jeho velkým dílem pak byly šestidílné Církevní dějiny.
Bosco také založil svoji vlastní tiskárnu. Ta se postupně rozrůstala, i po jeho smrti, a salesiáni stále vlastní mnoho nakladatelství. V Česku např. nakladatelství Portál.

## Boscova výchova

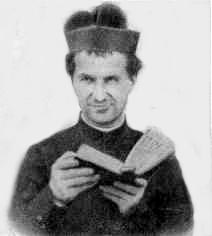
Svatý Jan Bosco

Svoji metodu výchovy nazval Bosco preventivní systém. Ten pak stojí na třech pilířích:
- rozum – reaguje na konkrétní situaci a snaží se domýšlet, jaké bude mít jeho jednání důsledky na daného jednotlivce
- laskavost – snaží se být spolupracovníkem, zajímat se o jejich zájmy, hrát hry apod.
- náboženství – vychovatelská činnost má vycházet z hlubokého vztahu vychovatele k Bohu. K tomu má také vést své svěřence.[10]

Bosco s chlapci hrál mnoho her a provozoval hudbu. Vždy se však také modlili, účastnili se mše svaté apod.
Některé výpovědi Dona Boska o výchově:
- Salesián musí svým ustavičným dohledem a především pozornou péčí takřka znemožnit dětem hřích. Musí pořád žít se svými žáky. Pod jakým názvem? Jako představený? Jako špehoun? Nikoliv, nýbrž jako otec, jenž nenechá své děti nikdy samy, dokud jejich svoboda není výchovou zabezpečena.
- Bez lásky není důvěry a bez důvěry není výchovy.
- Učinit se milovanými, abychom milovaným učinili Pána Boha.

## Heslo
Heslem Dona Boska bylo (a heslem salesiánů dosud je) latinské Da mihi animas, cetera tolle (česky Dej mi duše, ostatní si vezmi). Sv. Don Bosco jím chtěl vyjádřit, že důležité je pouze spasit lidské duše (zejména zanedbaných chlapců z ulic, jimž se věnoval), ostatní je podřadné. Pomyslně oslovován je zde Ďábel. Tato věta se nachází i ve Starém zákoně (Gn 14, 21): Dixit autem rex Sodomorum ad Abram da mihi animas cetera tolle tibi. (Vulgáta; ve znění ČEPu: „Pak řekl Abramovi král Sodomy: ,Dej mi lidi, a jmění si nech.‘“).

## Úcta

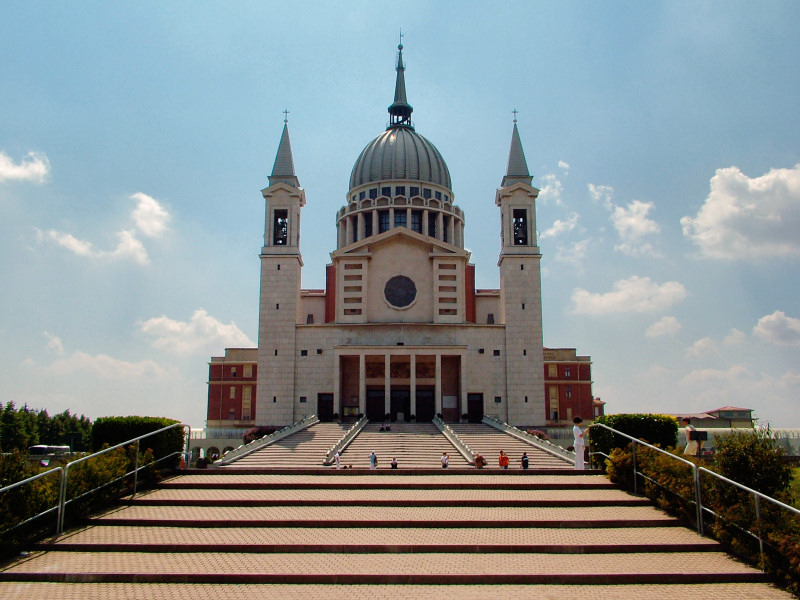
Basilica Don Bosco v Castelnuovo Don Bosco

Sám Don Bosco vystavěl několik kostelů, které se nyní těší zájmu právě díky němu. Např. kostel sv. Jana Evangelisty v Turíně; na popud Lva XIII. dostavěl kostel Božského Srdce v Římě, kde je i socha Pia IX., držící v ruce listinu schvalující salesiánskou kongregaci. Na podstavci je nápis: „Papeži Piovi IX., druhému otci salesiánskému, postavili synové.“ Zejména však vybudoval chrám Panny Marie Pomocnice v Turíně, kde je i Boscův hrob. Památka Jana Boska připadá na 31. leden. Znázorňován je v kněžském rouchu, často má u sebe chlapce.

## Svědectví o zázracích
Don Bosco je světec, o kterém je zachováno velmi mnoho svědectví zázračných činů, které měl vykonat. Některé popisuje i on sám (např. rozmnožení hostií, čtení ve svědomí druhých), mnohé z nich popisují členové ústavu či životopisci. Tak např. chovanci popisovali, že ve zpovědnici, když si nevzpomínali na své hříchy, jejich hříchy všechny řekl. Údajně byl spatřen na místě, ve kterém se v danou dobu nenacházel – tzv. bilokace. Několikrát prý předpověděl i brzkou nečekanou smrt některého chlapce a jsou mu přisuzovány i další jasnovidecké schopnosti. Na jeho modlitbu se údajně mnoho lidí náhle a nečekaně vyléčilo, což zapříčiňovalo i jejich následné štědré dary pro účely kongregace.